# Catena di Belledonne
La Catena di Belledonne (o massiccio di Belledonne) è un gruppo montuoso francese nelle Alpi del Delfinato. Si trova principalmente nel dipartimento dell'Isère e secondariamente in quello della Savoia. Le vette innevate di Belledonne costituiscono il decoro naturale delle due più grandi città delle Alpi francesi: Grenoble e Chambéry.

## Geografia

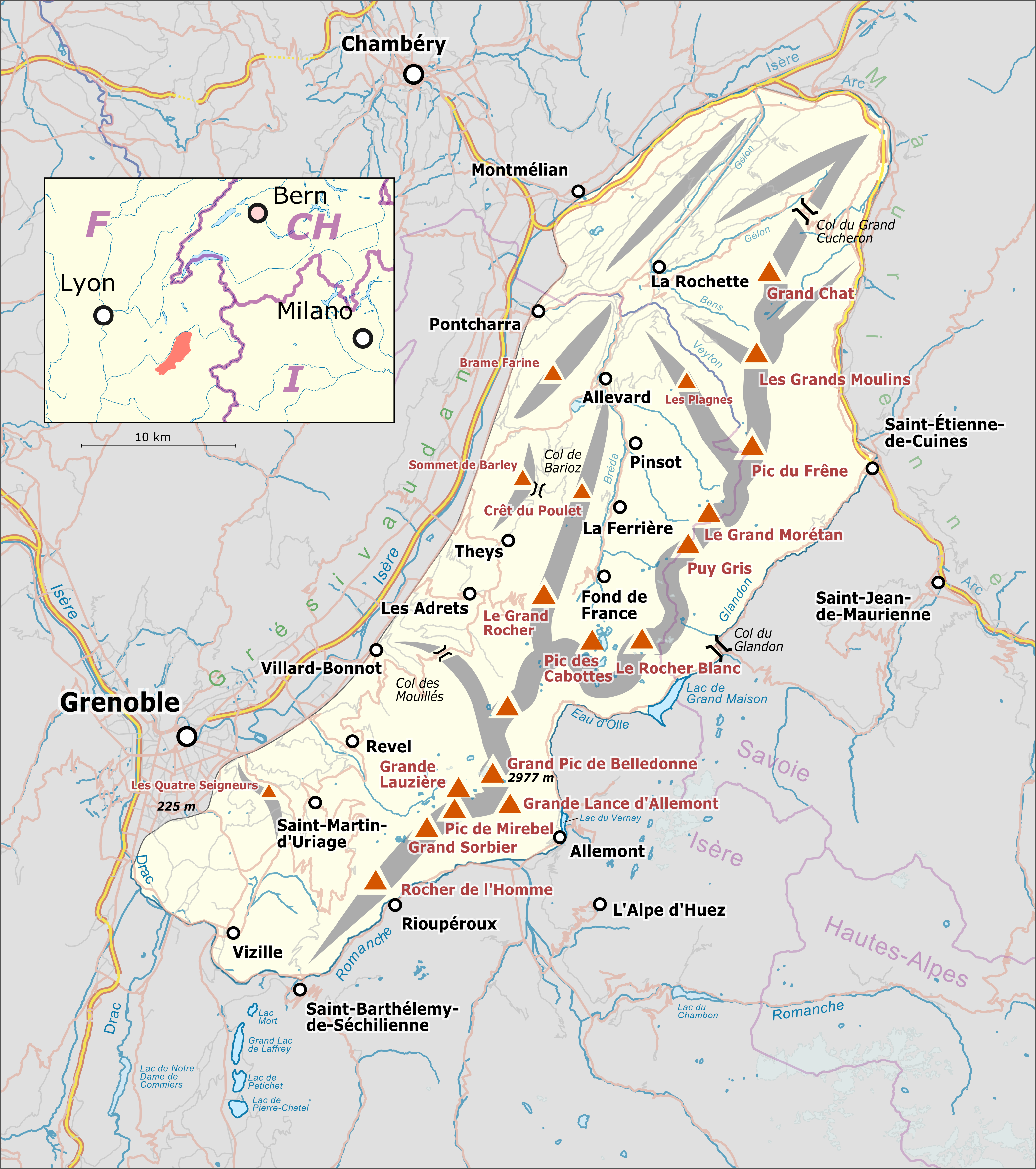
Cartina dettagliata del massiccio montuoso.

Il massiccio si sviluppa in 60 km di lunghezza e 10 km di larghezza.
Confina:
- a nord-est con le Alpi della Vanoise e del Grand Arc (nelle Alpi Graie) e separata dal fiume Arc;
- a sud-est con le Alpi delle Grandes Rousses e delle Aiguilles d'Arves (nella stessa sezione alpina) e separate dal Colle del Glandon;
- a sud con il Massiccio del Taillefer (nella stessa sezione alpina) e separata dal fiume Romanche;
- ad ovest con le Prealpi del Vercors (nelle Prealpi del Delfinato) e separata dal Drac;
- a nord-ovest con le Prealpi della Chartreuse e le Prealpi dei Bauges (nelle Prealpi di Savoia) e separate dal fiume Isère (Comba di Savoia).

Ruotando in senso orario i limiti geografici sono: Colle del Glandon, torrente Eau d'Olle, fiume Romanche, fiume Drac, Grenoble, fiume Isère, fiume Arc, torrente Glandon, Colle del Glandon.

## Classificazione della SOIUSA
Secondo la SOIUSA la Catena di Belledonne è una sottosezione alpina con la seguente classificazione:
- Grande parte = Alpi Occidentali
- Grande settore = Alpi Sud-occidentali
- Sezione = Alpi del Delfinato
- Sottosezione = Catena di Belledonne
- Codice = I/A-5.II

## Suddivisione

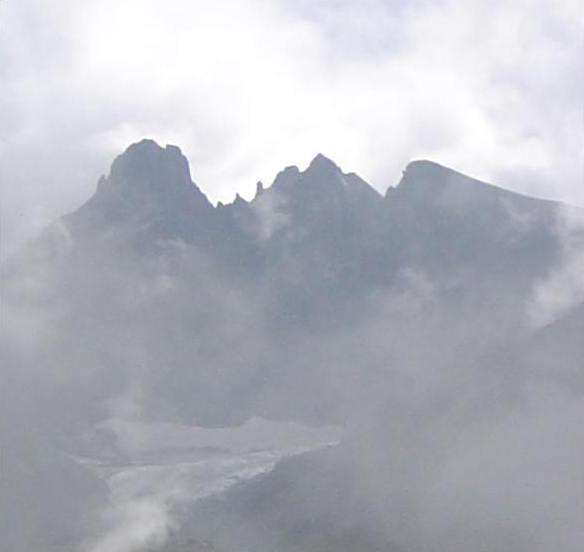
Vista delle tre vette principali del massiccio.

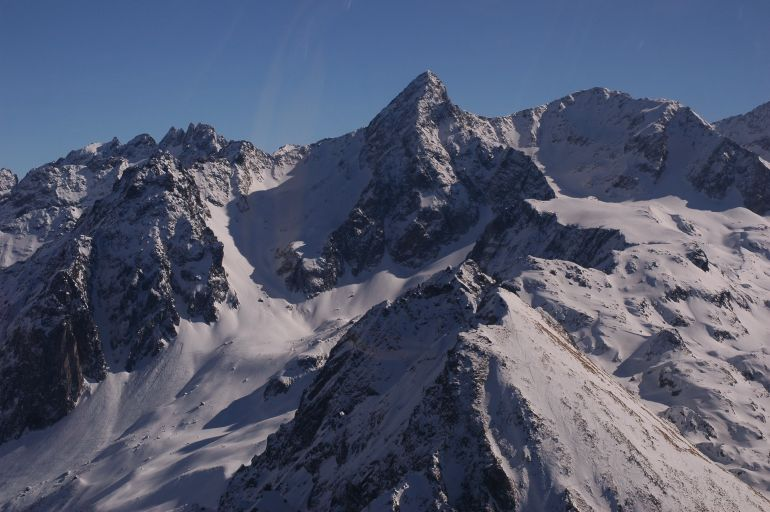
Rocher Blanc

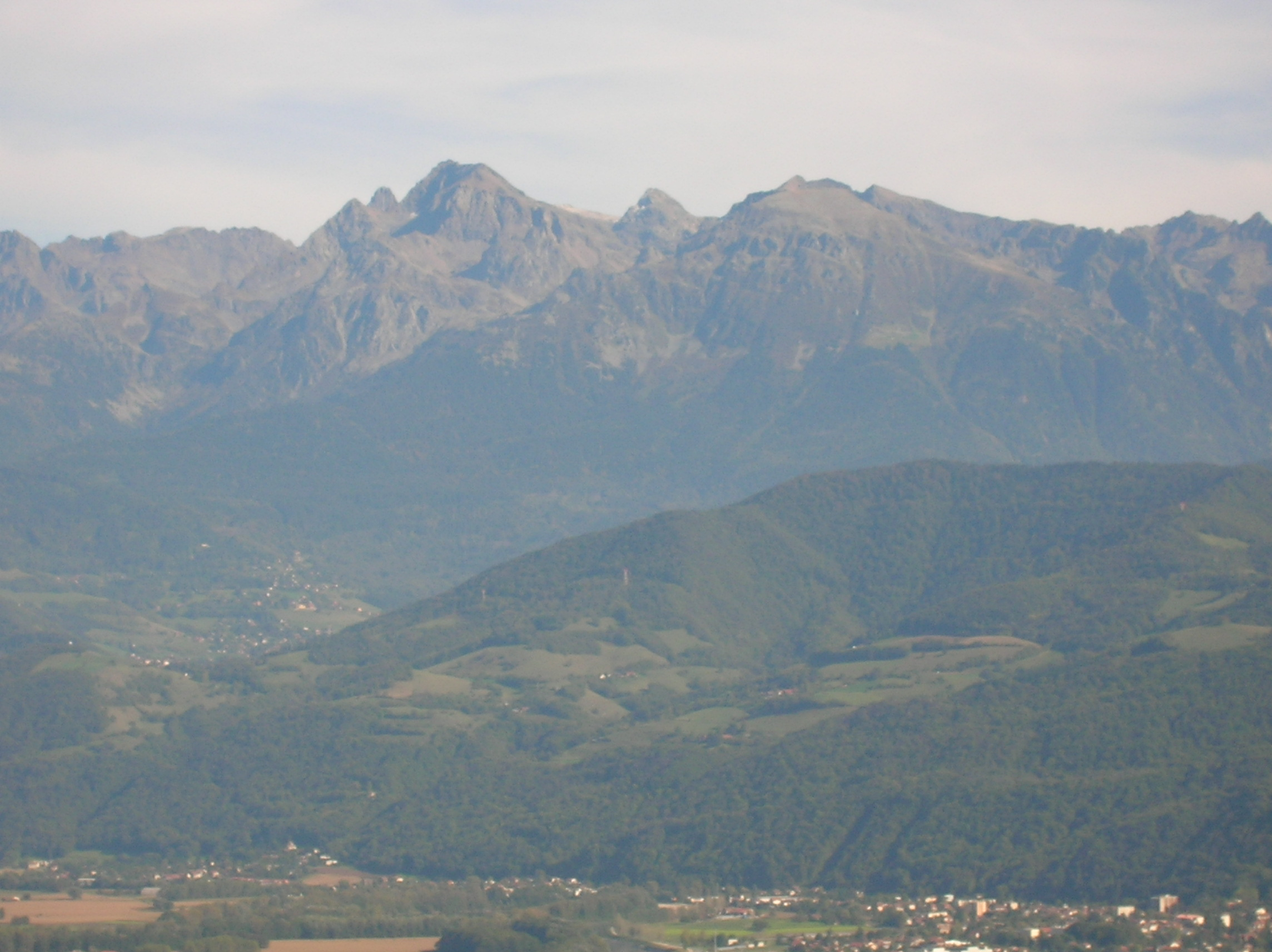
Pic du Grand Doménon

La SOIUSA suddivide la Catena di Belledonne in due supergruppi, sei gruppi e 10 sottogruppi:
- Massiccio dei Sept Laux (A)[3]
  - Gruppo Aiguille Michel-Puy Gris (A.1)
    - Cresta Aiguille Michel-Bec d'Arguille-Grande Valloire (A.1.a)
    - Cresta Puy Gris-Grand Morétan (A.1.b)

  - Gruppo Rocher Blanc-Belle Etoile (A.2)[4]
    - Gruppo del Rocher Blanc (A.2.a)
    - Gruppo Belle Etoile-Cabottes (A.2.b)

  - Catena della Dent du Pra (A.3)
  - Massiccio del Pic du Frêne (A.4)
    - Gruppo del Pic du Frêne (A.4.a)
      - Cresta Pic du Frêne-Grand Miceau (A.4.a/a)
      - Cresta Pointes de la Bourbière-Grand Charnier (A.4.a/b)

    - Gruppo dei Grands Moulins (A.4.b)
- Catena Grand Pic de Belledonne-Grand Doménon (B)[5]
  - Gruppo Belledonne-Allemont (B.5)
    - Cresta Grand Pic de Belledonne-Rocher de l'Homme (B.5.a)
    - Cresta della Grande Lance d'Allemont (B.5.b)

  - Gruppo Doménon-Domène (B.6)
    - Cresta del Pic du Grand Doménon (B.6.a)
    - Cresta del Pic de la Grande Lance de Domène (B.6.b)

Altre suddivisioni ne individuano tre catene principali. Da sud verso nord:
- Il massiccio di Belledonne, propriamente detto
- Il massiccio dei Sept Laux
- Il massiccio d'Allevard

## Vette principali
- Il Grand Pic de Belledonne, punto culminante, 2977 m.
- Il Rocher Blanc, 2927 m.
- La Croix de Belledonne, 2926 m.
- Aiguille Michel, 2915 m.
- Il Rocher Badon, 2912 m.
- La Pyramide, 2912 m.
- Il Puy Gris, 2908 m.
- Il Bec d'Arguille, 2891 m.
- L'Aiguille d'Olle, 2885 m.
- Il Rocher d'Arguille, 2885 m.
- La Pointe de Comberousse, 2866 m.
- La Grande Lance d'Allemond, 2842 m.
- Il Charmet de l'Aiguille, 2826 m.
- La Pointe de la Porte d'Eglise, 2812 m.
- Il Pic du Frêne, 2807 m.
- Il Pic du Grand Doménon, 2802 m.
- Il Grand Morétan, 2800 m.
- La Grande Lance de Domène, 2790 m.
- Il Grand Charnier d'Allemont, 2777 m.
- Il Pic Couttet, 2764 m.
- Il Grand Crozet, 2762 m.
- Il Pic de la Grande Valloire, 2758 m.
- La Selle du Puy Gris, 2758 m.
- Il Rocher de l'Homme, 2755 m.
- Roche Rousse, 2753 m.
- Il Pic Lamartine, 2752 m.
- La Grande Lauzière, 2741 m.
- La Cime du Sambuis, 2727 m.
- Il Pic de la Belle Etoile, 2718 m.
- Il Grand Miceau, 2618 m.
- Il Grand Charnier d'Allevard, 2561 m.
- I Grands Moulins, 2495 m.
- Il Grand Colon, 2394 m.